# Erronus affinis
Erronus affinis är en insektsart som beskrevs av Paul W. Oman 1987. Erronus affinis ingår i släktet Erronus och familjen dvärgstritar. Utöver nominatformen finns också underarten E. a. attenuatus.